# National Rugby League 1963
La New South Wales Rugby Football League de 1963 fue la 56.ª edición del torneo de rugby league más importante de Australia.

## Formato
Los clubes se enfrentaron en una fase regular de todos contra todos, los cuatro equipos mejor ubicados al terminar esta fase clasificaron a la postemporada.
Se otorgaron 2 puntos por el triunfo, 1 por el empate y ninguno por la derrota.

## Desarrollo

### Tabla de posiciones
| Pos. | Equipo                        | Encuentros | Encuentros | Encuentros | Encuentros | Tantos | Tantos | Tantos | Puntos |
| Pos. | Equipo                        | PJ         | PG         | PE         | PP         | F      | C      | Dif    | Puntos |
| ---- | ----------------------------- | ---------- | ---------- | ---------- | ---------- | ------ | ------ | ------ | ------ |
| 1    | St. George Dragons            | 18         | 15         | 1          | 2          | 434    | 95     | +339   | 31     |
| 2    | Western Suburbs Magpies       | 18         | 14         | 0          | 4          | 256    | 160    | +96    | 28     |
| 3    | Balmain Tigers                | 18         | 12         | 0          | 6          | 246    | 183    | +63    | 24     |
| 4    | Parramatta Eels               | 18         | 11         | 0          | 7          | 186    | 165    | +21    | 22     |
| 5    | North Sydney Bears            | 18         | 10         | 0          | 8          | 272    | 236    | +36    | 20     |
| 6    | Manly-Warringah Sea Eagles    | 18         | 7          | 0          | 11         | 158    | 217    | -59    | 14     |
| 7    | Newtown Jets                  | 18         | 7          | 0          | 11         | 206    | 331    | -125   | 14     |
| 8    | Canterbury-Bankstown Bulldogs | 18         | 6          | 1          | 11         | 170    | 277    | -107   | 13     |
| 9    | South Sydney Rabbitohs        | 18         | 4          | 0          | 14         | 170    | 298    | -128   | 8      |
| 10   | Eastern Suburbs               | 18         | 3          | 0          | 15         | 116    | 252    | -136   | 6      |

|  | Postemporada. |

### Postemporada

#### Semifinales
| 3 de agosto | Balmain Tigers | 7 - 9 | Parramatta Eels |  |  |

| 10 de agosto | St. George Dragons | 8 - 10 | Western Suburbs Magpies |  |  |

#### Final preliminar
| 17 de agosto | St. George Dragons | 12 - 7 | Parramatta Eels |  |  |

#### Final
| 24 de agosto | Western Suburbs Magpies | 3 - 8 | St. George Dragons | Sydney Cricket Ground, Sídney   |  |
|              |                         |       |                    | Asistencia: 69.860 espectadores |  |

| Bandera de Australia       |
| Campeón St. George Dragons |
| Décimo título              |